# 加藤十四郎

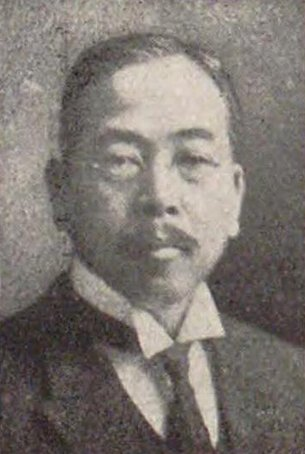
加藤十四郎

加藤 十四郎（かとう じゅうしろう、元治元年7月7日（1864年8月8日） - 昭和14年（1939年）7月20日）は、日本の衆議院議員（憲政会→立憲民政党）。ジャーナリスト。

## 経歴
肥前国三根郡三川村（現在の佐賀県三養基郡みやき町）の山崎家に生まれ、加藤喜兵衛の養子となった。1888年（明治20年）、慶應義塾を卒業。『時事新報』記者、山陽鉄道株式会社社員を経て、アメリカ合衆国に留学。シカゴ法律専門学校で法学士号を得た。サンフランシスコの『新世界新聞』主筆、シアトルの『旭新聞』主筆、シアトル日本人会会長、北米日本人会参事員などを務めた。帰国後、『九州毎日新聞』主筆、三好鉱業株式会社顧問、三好商事株式会社専務取締役、同相談役を歴任した。また三養基郡会議員、同参事会員、佐賀県会議員に選ばれた。
1924年（明治13年）、第15回衆議院議員総選挙に出馬し、当選を果たした。